# 克雷格鎮區 (內布拉斯加州伯特縣)
克雷格鎮區（英語：Craig Township）是位於美國內布拉斯加州伯特縣的一個行政鎮區。

## 地方資料
克雷格鎮區的面積為146.04平方千米，當中陸地面積為146.01平方千米，而水域面積為0.03平方千米。根據2020年美國人口普查的數據，當地共有人口442人，而人口密度為每平方千米3.03人。